# Pasme
Der Pasme war ein russisches Garnmaß zur Bestimmung der Garnfeinheit. Es war ein Maß in der Region Archangelsk und Sankt Petersburg. Hier war ehemals eine bedeutende Fabrikation von Leinewand ansässig. Der Preis richtete sich nach Arschin (Elle) (etwa 712 Millimeter) und in der Webbreite nach Werschock (1/16 Elle mit etwa 4,5 Zentimeter) mit etwa 16 Pasmen. Je mehr Pasmen desto feiner wurde das Gewebe
- 1 Arschin = 16 Werschock = 28 Zoll.
- 1 Pasme = 60 Faden

Gängige Breiten waren 15 bis 40 Pasmen in Fünferschritten. 
- 40 Pasmen waren etwa 17 bis 18 Werschock breit und mit 35 Pasmen 16 bis 17 Werschock breit.

- Preisbeispiele 
  - Preis einer Arschin mit 40 Pasmen für 140 bis 275 Kopeken
  - Preis einer Arschin mit 35 Pasmen für 90 bis 150 Kopeken
  - Preis einer Arschin mit 15 Pasmen für 35 bis 49 Kopeken